# Hygroryza
Hygroryza Nees é um género botânico pertencente à família Poaceae.

## Sinônimo
- Hygrorhiza Benth. (SUO)